# Haruna (1915)
El Haruna (榛名?) fue un acorazado de la clase Kongō, construido en los astilleros de Kawasaki en Kōbe. Creado inicialmente como crucero de batalla, modificaciones a toda la clase previas a la Segunda Guerra Mundial les convirtió en acorazados. El Haruna recibió su nombre del volcán homónimo japonés.

## Historia

### Diseño
El Haruna fue el cuarto y último de los cruceros de batalla de clase Kongō de la Armada Imperial Japonesa, diseñados por el ingeniero naval británico George Thurston. Su pesado armamento junto con la protección de la armadura, hacían de esta clase los mayores buques capital de la flota japonesa por entonces.

### Segunda Guerra Mundial

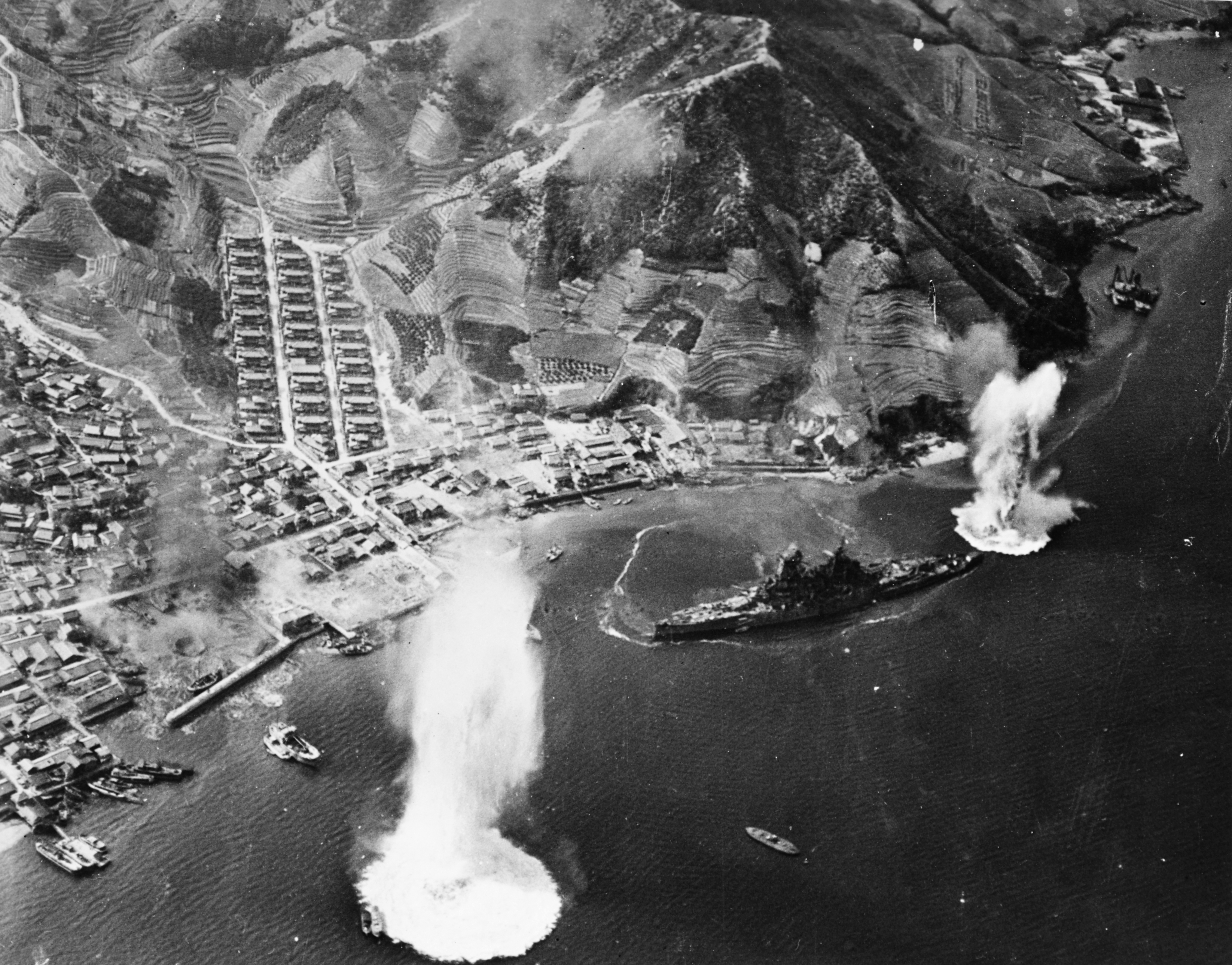
El Haruna bajo ataque en su amarre de Kure, el 28 de julio de 1945.

A lo largo de la Segunda Guerra Mundial, proporcionó cobertura a las fuerzas de invasión japonesas en las Indias Orientales Neerlandesas durante enero y febrero de 1942, pasando en abril al océano Índico en su incursión para combatir a la flota británica junto a la Kidō Butai del vicealmirante Chūichi Nagumo, con notable éxito. Posteriormente participó en la batalla de Midway en junio, la batalla de las islas de Santa Cruz en octubre y la batalla naval de Guadalcanal en noviembre. 
Durante 1944 participó en la batalla del Mar de las Filipinas en junio y la batalla del Golfo de Leyte en octubre. En la primera sirvió como escolta para los portaaviones ligeros Chitose, Chiyoda y Zuihō en la Fuerza Van del vicealmirante Takeo Kurita, donde fue impactado por dos bombas de 230 kg. Tras las reparaciones volvió a la acción en la batalla de Samar, donde tomó parte en la Fuerza Central nuevamente bajo el mando de Kurita. Tras avistar a la Séptima Flota americana y tenerles a tiro, Kurita decidió retirarse.
El 1 de enero de 1945, el Haruna fue retirado de la disuelta 3.ª División de Acorazados y fue transferido a la 1.ª División de Acorazados de la 2.ª Flota. A finales de julio, el día 24, la Task Force 38 comenzó el bombardeo de Kure logrando hundir al Hyūga y dañar ligeramente al Haruna. Su fin llegó cuatro días después con el impacto de ocho bombas. Tras la guerra, su casco fue reflotado y desguazado a lo largo de 1946.